# Ramon Monton i Lara
Ramon Monton i Lara   (Sabadell, 1959) és un traductor i escriptor català.
Es dedica a la traducció (de l'alemany i l'anglès) des del 1988. Entre altres autors, ha traduït Elias Canetti, Robert Musil, Michael Ende, H.J.Ch. von Grimmelshausen, Bertolt Brecht, Robert Walser, Gore Vidal, Ford Madox Ford, E.T.A. Hoffmann, Emine Sevgi Özdamar, Joseph von Eichendorff, Ingo Schulze, Franz Werfel, Stefan Zweig, Cornelia Funke, Rebecca Miller, Hans Fallada, Gustav Meyrink, Orhan Pamuk, Herta Müller, Joseph Roth, Hugo von Hofmannsthal, Gottfried Keller, Johann Wolfgang von Goethe i Thomas Mann.
Com a escriptor, ha publicat deu reculls de contes (Inversemblances i fantasies, Els contes del llop, Històries d'amor i dissolució, El silenci de les sirenes, La revolta dels moribunds, La pàtria dels coribants, L'encanteri, L'escriptor més gran del món, L'irresistible encant dels encantats i La maledicció), dos de poesia (Die Blumen sind blau i Borrowed Tunes), una novel·la, El nyèbit, i dos llibres d'assaig polític, El cansament del resistencialisme i La revolució pendent. També ha publicat un Grans èxits que conté una tria personal de contes publicats al llarg de vint-i-cinc anys de carrera.
Ha col·laborat, entre d'altres, en la revista Llengua Nacional.

## Premis
- 1995 Premi Lola Anglada per Els contes del llop
- 1999 Premi de la Fundació Enciclopèdia Catalana per El nyèbit
- 2004 Premi Crítica Serra d'Or de novel·la per El nyèbit[3]
- 2015 Premi Ciutat de Barcelona de traducció en llengua catalana per la traducció d'Els quaranta dies del Musa Dagh, de Franz Werfel.